# Linea d'arresto Taunton
La linea d'arresto Taunton fu una linea difensiva costruita nel sud-ovest dell'Inghilterra.
Era stata progettata per arrestare l'avanzata dei nemici da ovest ed in particolare una rapida avanzata di veicoli da combattimento armati. La Taunton era simile alle altre 50 linee già costruite nel Regno Unito, di cui la più importante di tutte era la GHQ a guardia della capitale.
Dal 1942 la linea era difesa da 309 postazioni equipaggiate con mitragliatrici leggere (solitamente armate con la mitragliatrice bren), 61 con mitragliatrici medie Vickers, 21 postazioni con cannoni anticarro ed ostacoli anticarro.
Molti dei bunker e delle costruzioni dell'epoca sono ancora oggi visibili.

## Galleria d'immagini

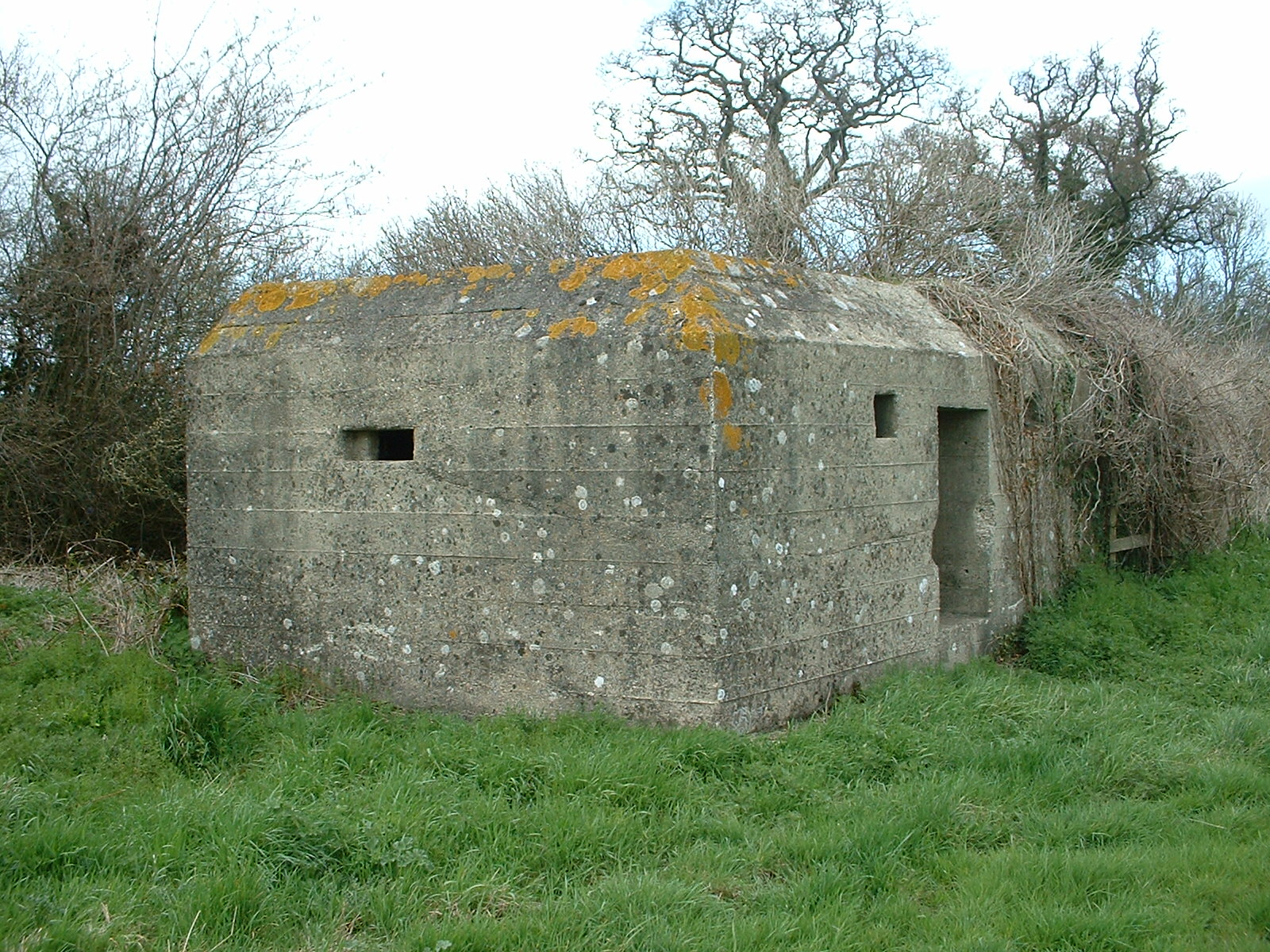
Bunker della Linea Taunton.
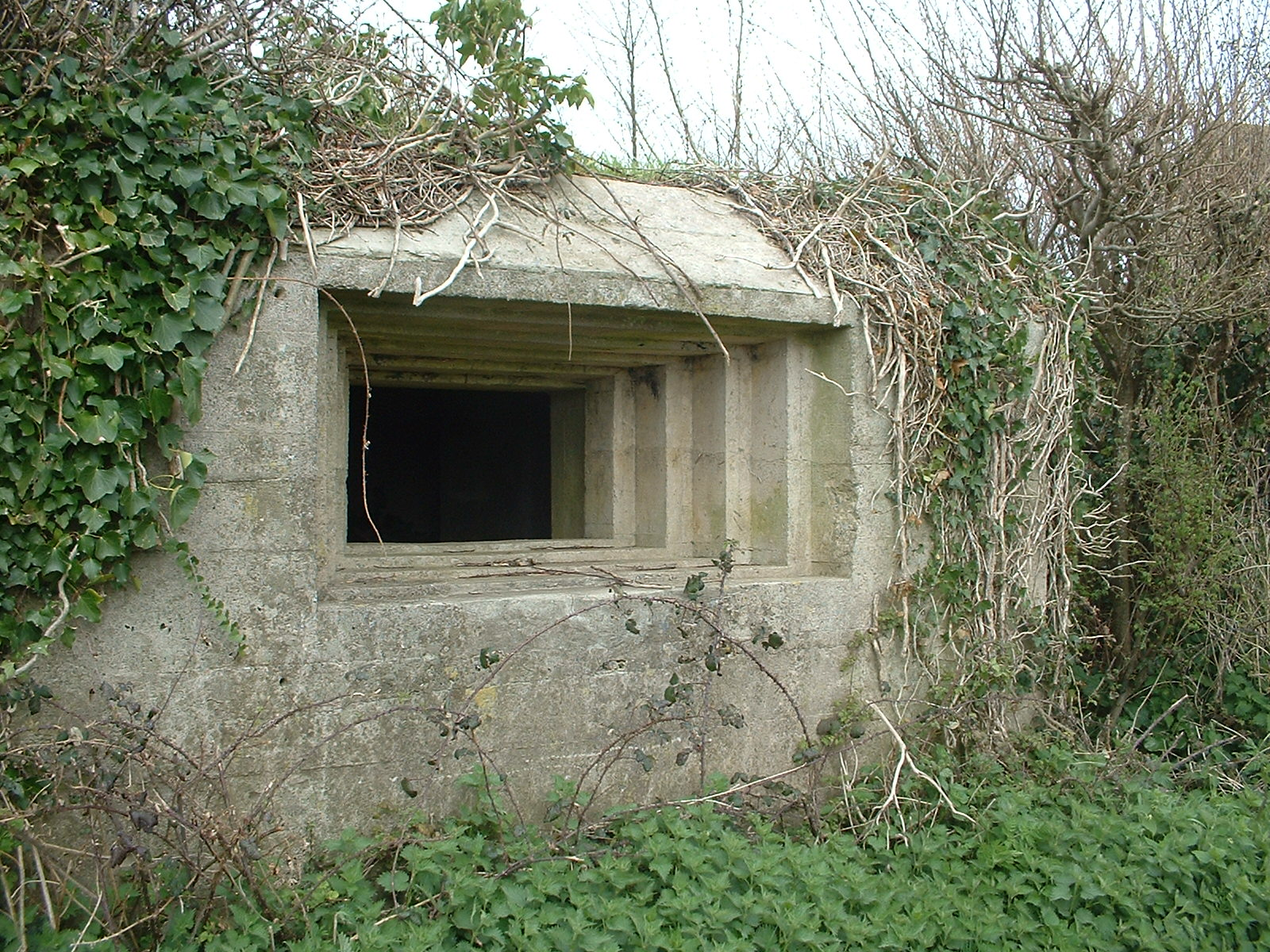
Bunker predisposto per le mitragliatrici Vickers
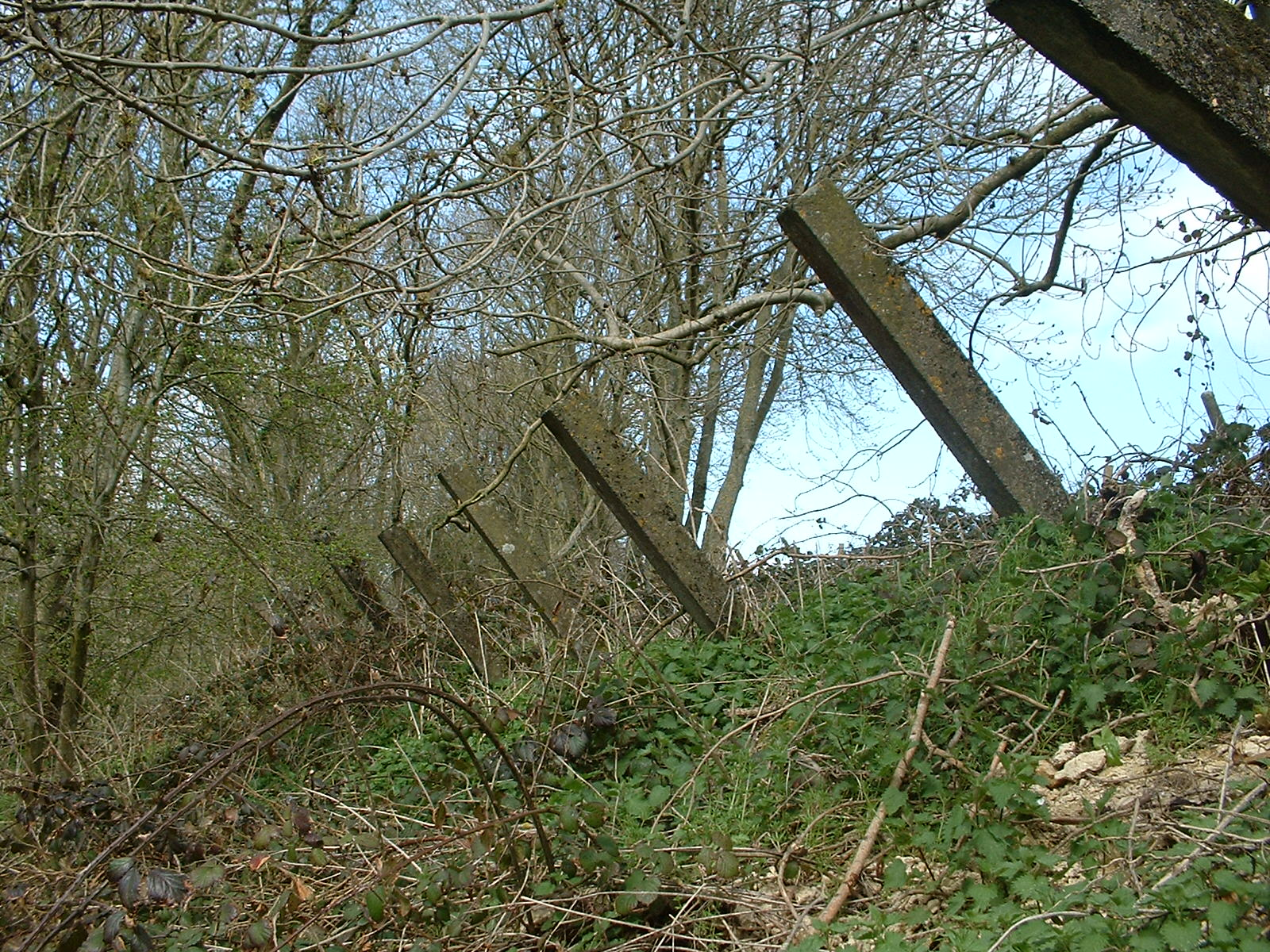
Ostacoli anticarro disposti sulla linea